# Kamienica przy pl. Solnym 17 we Wrocławiu
Kamienica przy pl. Solnym 17 – narożna kamienica znajdująca się przy Placu Solnym 17 i Ofiar Oświęcimskich 2 we Wrocławiu.

## Historia i architektura kamienicy

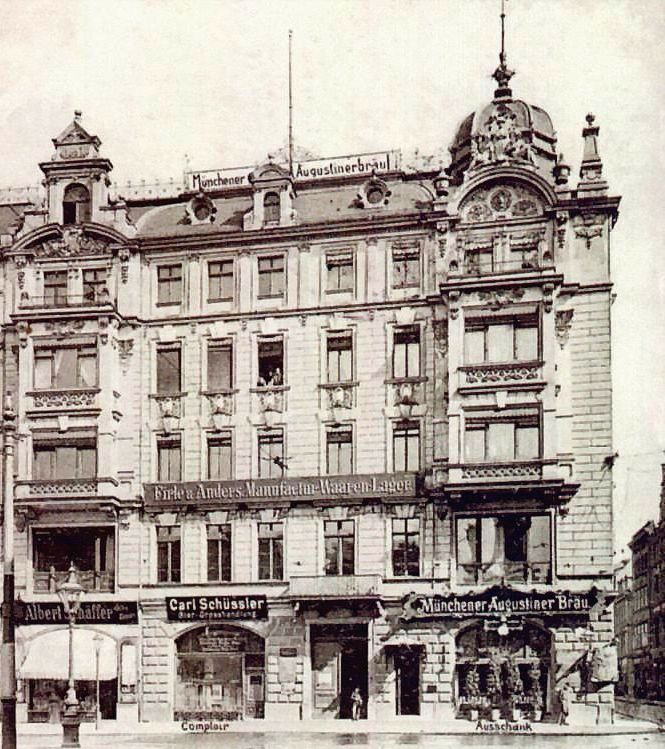
Kamienica z w latach 1900–1920, widok od frontu

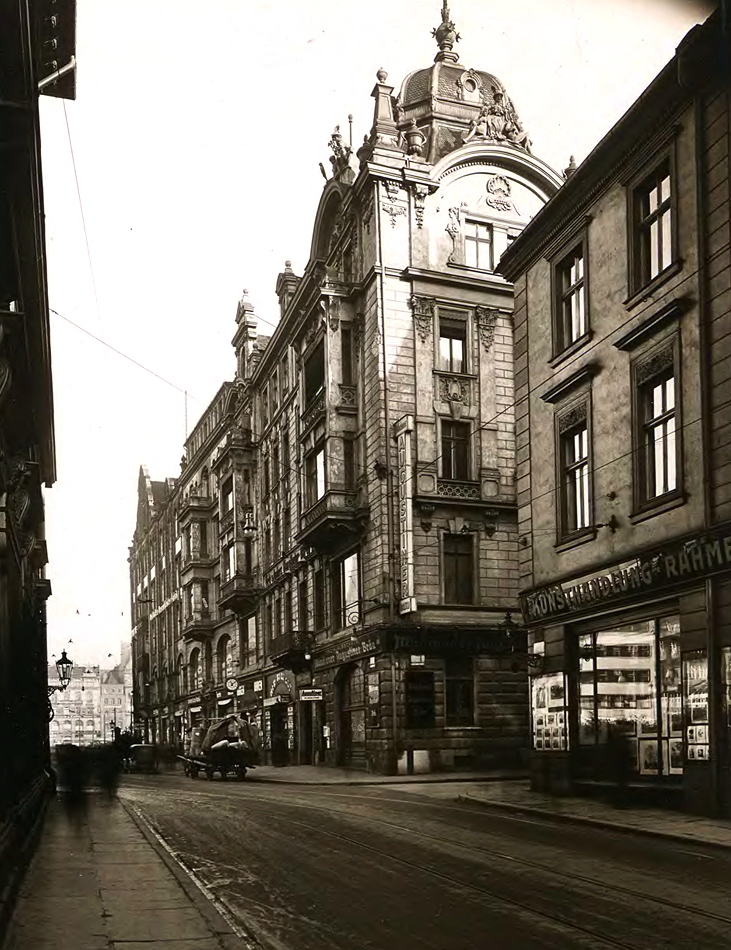
Kamienica nr 17 widok na narożnik budynku z widoczną kopułą

Barokowa kamienica została wzniesiona w roku 1700, na miejsce wcześniejszego budynku o średniowiecznym rodowodzie. Była dwupiętrowym budynkiem o siedmioosiowej fasadzie. Poszczególne kondygnacje były dzielone gzymsami międzykondygnacyjnymi. Pod gzymsem koronującym, w osi umieszczono dwuosiową facjatę w formie aediculi zakończoną trójkątnym tympanonem i otoczoną wolutami. Po obu stronach facjaty znajdowały się dwie małe lukarny zwieńczone trójkątnymi tympanonami. Budynek był pokryty dachem mansardowym. Barokowa kamienica została pokazana na rysunku Wernera z 1736 roku.
W drugiej połowie XIX wieku kamienica została przebudowana. W archiwach zachował się projekt przebudowy czterokondygnacyjnej fasady z roku 1867. Jego autorem był Herrn von Ruffer. Na zachowanej litografii autorstwa Roberta Geisslera datowanej na lata 1866–1875 kamienica ma wygląd podobny do tej z projektu.
Kolejna przebudowa miała miejsce w latach 1890–1896, a nad pracami czuwał mistrz murarski Adolf Kassner. Fasada budynku zyskała wówczas eklektyczne formy z przewagą detali neobarokowych. Narożnik budynku był szczególnie zaakcentowany: od strony placu Solnego, w zewnętrznej osi na trzeciej i czwartej kondygnacji umieszczono wykusz, narożnik był boniowany i przypominał w swej formie obelisk. Gzyms wieńczący, zarówno od strony placu, jak i ulicy Ofiar Oświęcimskich był wygięty łukowo, a nad nim umieszczono kopułę ozdobioną rzeźbionymi postaciami i wazonami. Cały budynek do czwartej kondygnacji był pokryty pozornym boniowaniem. W północnej osi zewnętrznej umieszczony był taki sam jak w części południowej wykusz, a nad nim znajdował się gzyms wieńczący wygięty w łuk, ale przerwany u szczytu. Nad nim umieszczono jednoosiowy szczyt z oknem łukowym wstawionym pomiędzy kolumienkami podtrzymującymi ozdobny trójkątny tympanon z wieńczącym wazonem. Na parterze i pod wykuszami umieszczono duże okna wystawowe. Kalenicowy dach był urozmaicony szczytami i lukarnami. Na dachu umieszczono napis reklamowy sporządzony z pojedynczych liter.
W 1720 roku kamienica należała do Thomasa Räbela. 22 czerwca 1808 roku w budynku otworzono pierwszą we Wrocławiu restaurację, której właścicielem był Heinrich Bunke. W latach 1895–1944 roku w budynku prócz sklepów na parterze działała restauracja i piwiarnia Münchener Löwenbräu Alberta Schäffera, a po przebudowie w 1896 przemianowana na Münchener-Augustiner Bräu. Była to filia bawarskiego browaru o tej samej nazwie Münchner Augustiner-Bräu istniejącego już od 1328 roku. Z końcem 1910 roku piwiarnię pod szyldem Augustiner-Bräu przejął Johann Freiwald.

## Po 1945 roku
W 1945 roku, podczas działań wojennych kamienica została poważnie zniszczona. Kamienica została odbudowana na wzór barokowej kamienicy, ale została podniesiona o jedną kondygnację. Od lat 60. XX wieku do XXI wieku w kamienicy znajdowała się siedziba Powszechnej Kasy Oszczędności, a do 2010 PKO BP.